# The Red Hot Chili Peppers (álbum)
The Red Hot Chili Peppers es el álbum debut homónimo de los Red Hot Chili Peppers, lanzado el 10 de agosto de 1984 bajo la discográfica EMI/Capitol Records. El álbum fue producido por el guitarrista de Gang of Four, Andy Gill, y es el único álbum en el que participa el guitarrista Jack Sherman.

## Historia
Red Hot Chili Peppers firmó un acuerdo con EMI, mientras que Hillel Slovak y Jack Irons con su otra banda, What Is This?, tenían un trato con MCA Records. Slovak y Irons salieron de Red Hot Chili Peppers para quedarse con What Is This?. Los demás integrantes de los Chili Peppers encontraron reemplazantes con el baterista de The Weirdos, Cliff Martínez y el guitarrista de estudio Jack Sherman. La banda eligió a Andy Gill para que produjese el álbum.
La grabación de este álbum no fue fácil. Gill y la banda pelearon por motivos de creatividad, debido a que el productor quería llevarlos a un lado más pop. El álbum The Red Hot Chili Peppers fue lanzado con los Red Hot Chili Peppers en desacuerdo con la producción del mismo, pues ellos querían llamarlo True Men Don't Kill Coyotes.
La banda fue en un tour para promover la compra del álbum, pero no se estaban llevando bien con Sherman. Solo recibieron 500 dólares de ese tour. Ambos álbumes, The Red Hot Chili Peppers y Squeezed de What Is This? no llegaron a nada importante. Slovak, cansado de What Is This?, se fue de la banda para volver a los Chili Peppers. Por esta razón, echaron a Sherman de la banda y Slovak volvió a los Red Hot Chili Peppers para tocar junto a sus amigos en lo que sería el segundo álbum de la banda, Freaky Styley.

## Críticas y respuesta comercial
The Red Hot Chili Peppers fue lanzado con la banda en desacuerdo con la producción. El álbum fracasó en llegar al Billboard 200, quedando en el puesto #201. Consiguió algo de exposición en MTV, por lo que crearon una base de fanáticos. Las reseñas que fueron publicadas sobre el álbum fueron variadas, siendo la primera de Spin Magazine que, según Anthony Kiedis en su autobigrafía Scar Tissue, fue positiva.  Stephen Thomas Erlewine, de Allmusic, le dio al álbum una reseña negativa, y declaró que "su primer esfuerzo no fue lo suficientemente bueno para crear un buen álbum," dándole al álbum 2½ estrellas de 5. A partir de 2007, solo ha vendido 300 000 copias en todo el mundo. Muchas de las canciones del álbum fueron tocadas por la banda en vivo, notablemente "True Men Don't Kill Coyotes",  "Green Heaven", "Get Up and Jump", y "Out in L.A."
Gwen Dickey, conocida por su nombre artístico, Rose Norwalt, provee los coros de "Mommy, Where's Daddy?". Dickey fue cantante del grupo de los años 70 Rose Royce.

## Versión remasterizada de 2003
En 2003, se lanzaron a la venta unas remasterizaciones de los primeros cuatro discos de la banda, entre estos The Red Hot Chili Peppers. Además de las 11 pistas de la versión original de 1984, el disco trae las primeras versiones de "Get Up and Jump", "Police Helicopter", "Out in L.A." y "Green Heaven", grabadas en el año 1983, con Hillel Slovak y Jack Irons. También, de las mismas sesiones en las que se grabaron estas canciones, se encuentra el tema "What It Is", compuesta en solitario por Anthony Kiedis y Flea a pedido de la cantante Nina Hagen, quien incluyó la canción en su álbum de 1983 Angstlos.

## Lista de canciones
Todas las canciones escritas y compuestas por Red Hot Chili Peppers (Kiedis, Flea, Slovak, Irons) salvo excepciones. 
| N.º   | Título                                                                       | Escritor(es)                                    | Duración |  |
| 1.    | «True Men Don't Kill Coyotes»                                                | Kiedis, Flea, Martínez, Sherman                 | 3:38     |  |
| 2.    | «Baby Appeal»                                                                | Kiedis, Flea, Martínez, Sherman, Slovak , Irons | 3:41     |  |
| 3.    | «Buckle Down»                                                                | Kiedis, Flea, Martínez, Sherman                 | 3:24     |  |
| 4.    | «Get Up and Jump»                                                            | Kiedis, Flea, Slovak, Irons                     | 2:55     |  |
| 5.    | «Why Don't You Love Me»                                                      | Williams                                        | 3:25     |  |
| 6.    | «Green Heaven»                                                               | Kiedis, Flea, Slovak, Irons                     | 3:59     |  |
| 7.    | «Mommy, Where's Daddy?»                                                      | Kiedis, Flea, Martínez, Sherman                 | 3:31     |  |
| 8.    | «Out in L.A.»                                                                | Kiedis, Flea, Slovak, Irons                     | 2:00     |  |
| 9.    | «Police Helicopter»                                                          | Kiedis, Flea, Slovak, Irons                     | 1:16     |  |
| 10.   | «You Always Sing the Same (Titulado 'You Always Sing' en algunas versiones)» | Kiedis, Flea , Slovak, Irons                    | 0:14     |  |
| 11.   | «Grand Pappy Du Plenty»                                                      | Kiedis, Flea, Martínez, Sherman, Gill           | 4:15     |  |
| 32:32 |                                                                              |                                                 |          |  |

| Pistas adicionales en 2003 |                                                             |                             |          |  |
| N.º                        | Título                                                      | Escritor(es)                | Duración |  |
| 12.                        | «Get Up and Jump (Demo)»                                    | Kiedis, Flea, Slovak, Irons | 2:37     |  |
| 13.                        | «Police Helicopter (Demo)»                                  | Kiedis, Flea, Slovak, Irons | 1:12     |  |
| 14.                        | «Out in L.A. (Demo)»                                        | Kiedis, Flea, Slovak, Irons | 1:56     |  |
| 15.                        | «Green Heaven (Demo)»                                       | Kiedis, Flea, Slovak, Irons | 3:50     |  |
| 16.                        | «What It Is (Demo) (también conocida como AKA Nina's Song)» | Kiedis, Flea                | 3:58     |  |
| 46:01                      |                                                             |                             |          |  |

## Equipo de producción
Red Hot Chili Peppers
- Anthony Kiedis – Voz
- Flea – Bajo
- Cliff Martínez – Batería
- Jack Sherman – Guitarra

Músicos adicionales
- Keith "Tree" Barry – Viola
- Cliff Brooks – Timbales y congas
- Gwen Dickey – Coros
- Patrick English – Trompeta
- Kenny Flood – Saxofón tenor
- Phil Ranelin – Trombón